# Miositis
La miositis es una afección médica que rara vez se presenta y se caracteriza por una inflamación que afecta los músculos. Las manifestaciones de esta afección pueden incluir problemas de la piel, debilidad muscular y la posible afectación de otros órganos. Además, los síntomas sistémicos como pérdida de peso, fatiga y febrícula pueden manifestarse en personas con miositis.
La miositis puede surgir por diversas causas, incluidas lesiones, ciertos medicamentos, infecciones, trastornos musculares hereditarios, ruptura ósea o afecciones autoinmunes . En algunos casos, los orígenes de la miositis siguen siendo idiopáticos, sin una causa discernible.
- Lesión: puede ocurrir una forma leve de miositis con ejercicio intenso.[4] Una forma más grave de lesión muscular, llamada rabdomiólisis, también se asocia con miositis.[4] Esta es una condición en la que una lesión en los músculos del paciente hace que se descompongan rápidamente.[4]
- Medicamentos: una variedad de medicamentos diferentes pueden causar miositis. Uno de los tipos de fármacos más comunes que pueden provocar miositis son las estatinas, que se utilizan para reducir los niveles de colesterol. Uno de los efectos secundarios más comunes del tratamiento con estatinas es el dolor muscular [5] que, más raramente, puede provocar miositis.[5]
- Infección: la causa infecciosa más común de miositis son las infecciones virales, como el resfriado común.[4] También puede incluir infecciones bacterianas, parasitarias y fúngicas.[6] También se ha demostrado que los virus, como el COVID-19, son una causa poco común de miositis.[7] Se ha descrito miositis infantil aguda benigna en niños después de infecciones virales prodrómicas con diferentes agentes virales.
- Enfermedad muscular hereditaria: muchas miopatías hereditarias pueden tener miositis secundaria, incluidas calpainopatía, disferlinopatía, distrofia muscular facioescapulohumeral, distrofinopatía y miopatía asociada a LMNA.[8]
- Autoinmune: la enfermedad autoinmune es una respuesta inmune anormal a una proteína corporal específica u otro objetivo biomolecular, como uno de los músculos. Los tres tipos principales de miositis idiopática (conocidas como miopatías inflamatorias ) que normalmente dan positivo en autoanticuerpos son dermatomiositis, polimiositis y miositis por cuerpos de inclusión. [4] Otras enfermedades autoinmunes, como el lupus eritematoso sistémico, también pueden provocar síntomas similares a los de la miositis.[4]

## Diagnóstico
Existen varias herramientas que se pueden utilizar para ayudar a diagnosticar la miositis. Los métodos más comunes son el examen físico, la electromiografía (EMG), la resonancia magnética (MRI), la biopsia muscular y los análisis de sangre . El primer curso de acción que probablemente tomará un médico es realizar un examen físico. El médico evalúa si hay debilidad muscular o erupciones.
Otra posible prueba es la electromiografía. Esta prueba implica la inserción de pequeñas agujas en los músculos del paciente. Esto le permite al médico observar las respuestas de los músculos a diversos estímulos nerviosos eléctricos y evaluar qué músculos potencialmente tienen miositis. La resonancia magnética puede ser útil en el diagnóstico, permitiendo una visualización indolora y no invasiva de cualquier desgaste muscular.
Sin embargo, las biopsias musculares son las pruebas más fiables para diagnosticar la miositis.
También hay una variedad de análisis de sangre disponibles que ayudan en el diagnóstico de miositis. El médico puede buscar una elevación de la creatina quinasa en la sangre, lo que es indicativo de inflamación muscular. Ciertos autoanticuerpos (anticuerpos que se dirigen a las células musculares) también se pueden encontrar en la sangre, lo que puede indicar que la miositis es causada por una enfermedad autoinmune. Algunos ejemplos específicos de autoanticuerpos son Anti-Jo-1, Anti-HMGCR, Anti-TIF1, etc.

## Tratamiento
El tratamiento de la miositis depende de la causa subyacente. Para la miositis, que es causada por una infección viral, generalmente no se necesita tratamiento. Para la miositis causada por una infección bacteriana, se pueden usar antibióticos. Para la miositis causada por un medicamento, es importante dejar de usarlo.
Existe una variedad de opciones de tratamiento disponibles si la miositis es causada por una enfermedad autoinmune. Los glucocorticoides suelen ser la primera opción de tratamiento. Este medicamento actúa para debilitar el sistema inmunológico para que no pueda atacar los músculos. Es un tipo de esteroide y puede provocar una amplia gama de efectos secundarios, como cambios de humor, aumento del hambre, dificultad para dormir, etc. Otra opción de tratamiento es un agente inmunosupresor ahorrador de esteroides. Esto también funciona para debilitar el sistema inmunológico, pero no causa los efectos secundarios que causan los esteroides. Otra opción de tratamiento es una clase de medicamentos llamados productos biológicos. Además, las inmunoglobulinas intravenosas (IgIV) han demostrado ser eficaces en el tratamiento de la miositis causada por una enfermedad autoinmune.